# Victorian (navire de 1895)
Le Victorian est un paquebot-mixte de la Leyland Line mis en service en 1895. Construit par les chantiers Harland & Wolff de Belfast avec son jumeau, l'Armenian, il s'agit du premier navire de la compagnie certifié pour transporter plus d'une dizaine de passagers ; il est également conçu pour transporter du bétail. Il commence sa carrière sur la ligne de Liverpool à Boston. En 1899, il est réquisitionné durant trois ans pour transporter des chevaux à destination de l'Afrique du Sud durant la seconde guerre des Boers.
À partir de 1903, alors que la Leyland Line rejoint l'International Mercantile Marine Co. (IMM), plusieurs de ses navires sont prêtés à l'une de ses compagnies sœurs, la White Star Line, en particulier le Victorian et son jumeau. Tous deux restent cependant la propriété de leur compagnie d'origine et la White Star, qui les repeint à ses couleurs, ne modifie pas leur nom avant de les envoyer sur la ligne de Liverpool à New York en 1904. Le Victorian cesse alors de transporter des passagers.
En 1910, le navire retrouve son propriétaire et ses couleurs d'origine. En août 1914, il est réquisitionné comme croiseur auxiliaire dans le cadre de la Première Guerre mondiale. Il est aussitôt renommé Russian afin d'éviter toute confusion avec un autre Victorian. Le 14 décembre 1916, le navire est torpillé et coulé par le sous-marin UB-43. Son naufrage fait 28 victimes.

## Histoire
La Frederick Leyland & Co. de Liverpool, généralement nommée Leyland Line est, jusqu'à la fin du XIXe siècle, une compagnie exploitant une importante flotte de cargos. C'est à partir de 1895 qu'elle commence à transporter quelques passagers. Le 7 juillet de cette année-là est lancé le Victorian, premier navire d'une série de quatre, le second étant l'Armenian. Construit par les chantiers Harland & Wolff de Belfast, il s'agit d'un cargo et navire bétailler classique, également conçu pour transporter une soixantaine de passagers de « classe salon » (équivalent d'une deuxième classe). C'est par cet aspect que le Victorian se distingue de ses prédécesseurs : il est en effet le premier navire de la compagnie à être certifié pour transporter plus que les 12 passagers qui pouvaient habituellement être embarqués sur les cargos.
Le Victorian effectue son voyage inaugural entre Liverpool et Boston le 7 septembre 1895, et sert plusieurs années sur cette ligne en transportant passagers, bétail et marchandises. En novembre 1899, il est réquisitionné dans le cadre de la seconde guerre des Boers, de même que son jumeau : tous deux transportent de nombreux chevaux en Afrique du Sud, jusqu'en novembre 1902. Cette même année, la Leyland Line est intégrée pour partie à l'International Mercantile Marine Co., trust américain regroupant nombre de compagnies maritimes américaines et britanniques. La compagnie y entre en même temps que la prestigieuse White Star Line, qui devient le fleuron de l'ensemble.
Afin de mieux rentabiliser les différentes lignes et les navires qui y sont affectés, une grande réorganisation s'opère au sein des flottes de l'IMM en 1903 et 1904. C'est ainsi que le Victorian et l'Armenian sont tous deux affectés à la White Star, le 23 février 1903, pour alimenter son service de transport de bétail et de marchandises sur l'Atlantique. Ils restent cependant propriété de leur compagnie d'origine, contrairement aux autres navires transférés à cette période, et conservent donc leur nom en « -ian » au lieu d'arborer la nomenclature de la White Star, en « -ic ». Le Victorian effectue sa première traversée pour son nouvel affréteur le 24 avril suivant, entre Liverpool et New York. À partir de cette date, il cesse de transporter des passagers.
En 1904, deux autres navires de la Leyland Line, l'American et l'European rejoignent également la White Star, devenant le Cufic et le Tropic. Le Victorian, pour sa part, connaît un incident la même année : le 31 octobre, il rentre à Liverpool avec une cargaison de coton totalement ravagée par un incendie. À l'exception de cet incident, le navire connaît une carrière sans histoire durant les six années qui suivent, avant de retrouver les couleurs de la Leyland Line en 1910.
En 1914, le Victorian est réquisitionné comme croiseur auxiliaire dans le cadre de la Première Guerre mondiale. Il est alors renommé Russian à la demande de l'Amirauté, pour ne pas être confondu avec un autre Victorian, appartenant à l'Allan Line. Il sert durant les hostilités jusqu'au 14 décembre 1916. Ce jour-là, le Russian navigue entre Thessalonique et Newport, et se trouve à 210 miles à l'est de Malte lorsqu'il est torpillé et coulé par le sous marin UB-43. Son naufrage fait 28 victimes.

## Caractéristiques
Le Victorian est un navire typique des cargos construits par les chantiers Harland & Wolff à la fin du XIXe siècle, arborant quatre mâts et une cheminée (rose à manchette noire lorsque le navire est aux couleurs de la Leyland Line, ocre brun à manchette noire pour la White Star). Il dispose de sept écoutilles menant à de vastes cales, destinées principalement au transport de bétail qui constitue alors une importante activité de la compagnie. Il dispose également de cabines pour soixante passagers de classe « salon », équivalent d'une deuxième classe.
Mesurant 156 mètres sur 18, et avec un tonnage de 8 825 tonneaux de jauge brute, il s'agit d'un navire important pour son époque. Son unique hélice est actionnée par une machine à triple expansion alimentée par trois chaudières doubles et deux simples ; il peut atteindre grâce à cet appareil propulsif une vitesse de 13 nœuds.